# Crinum americanum
Crinum americanum es una planta herbácea perteneciente a la familia de las amarilidáceas. Es originaria de Estados Unidos. 

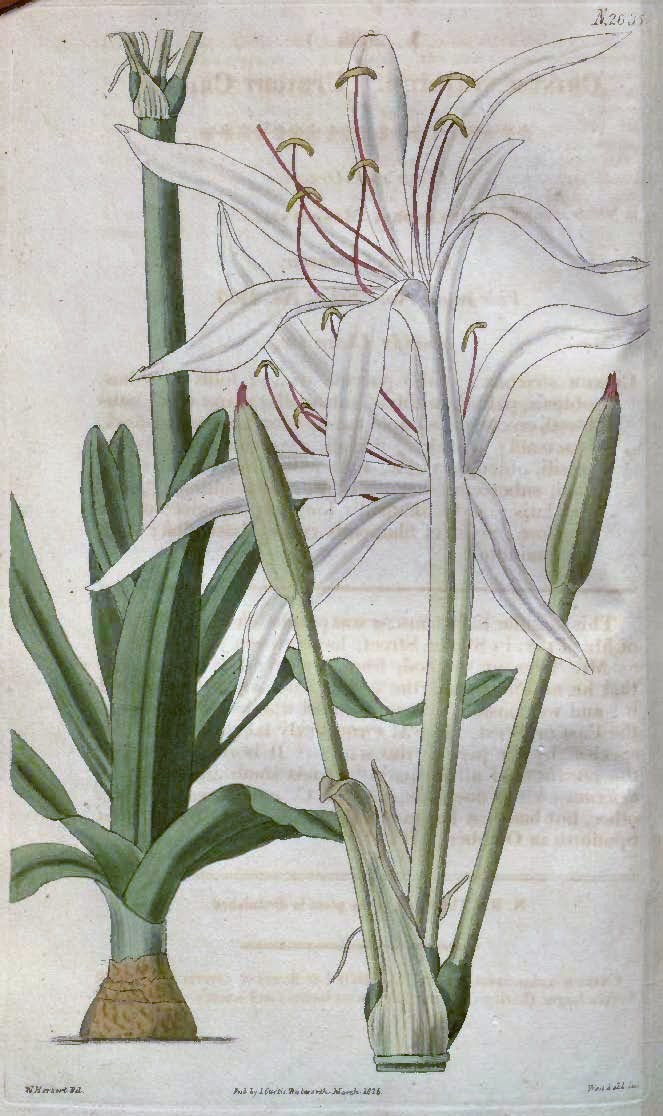
Ilustración

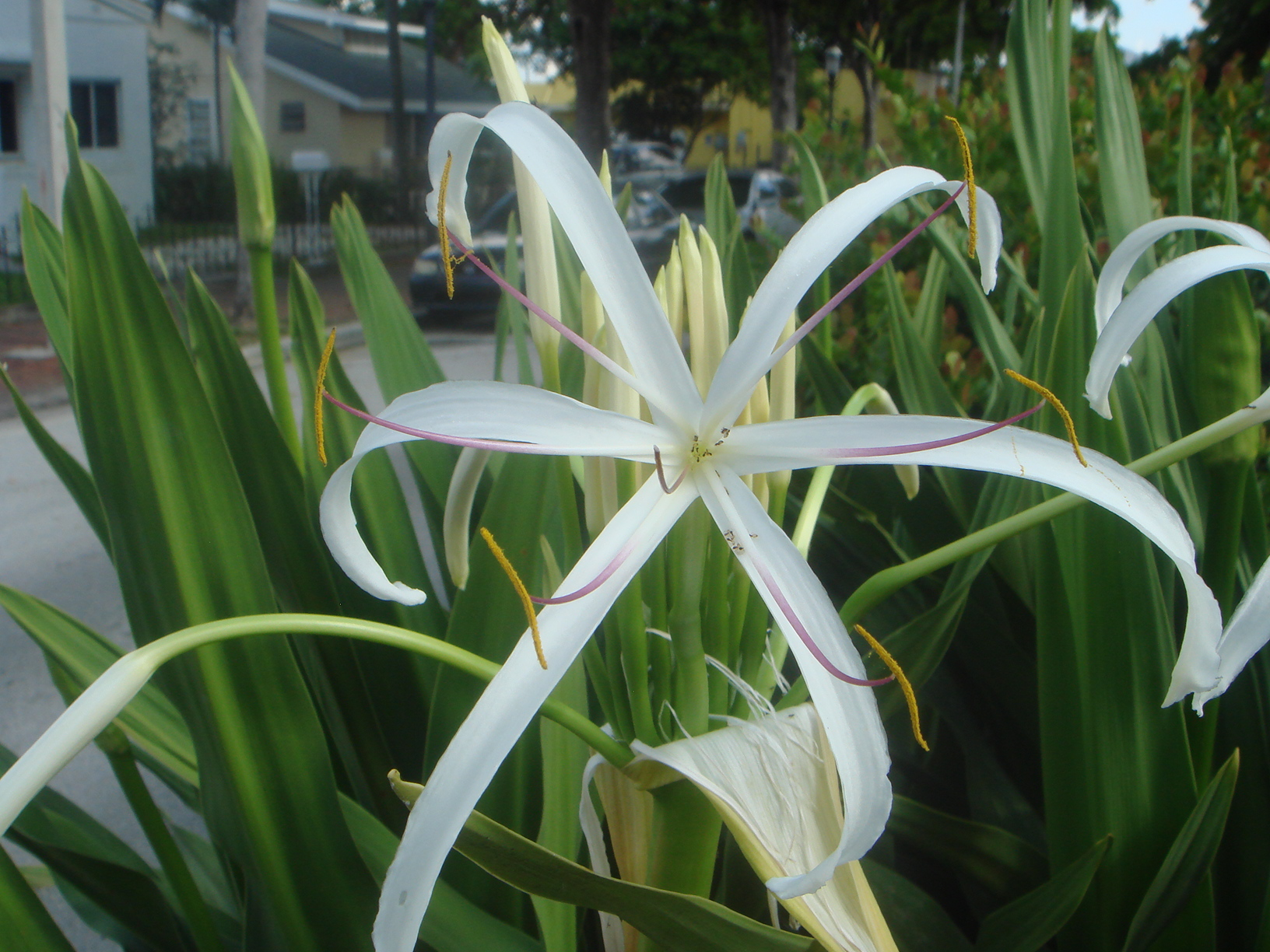
Detalle de la flor

## Descripción
Es una planta bulbosa con un bulbo de 3.5-6 cm de diámetro. Las hojas de 10-15 dm × 1-4 (-7) cm; con márgenes generalmente escabrosos. Las inflorescencias en forma de umbelas con 2-7 flores. Las flores son sésiles, con perianto blanco,  tubo de 6.15 cm, lóbulos de las extremidades lineales, estrechamente elípticos, u oblanceolados, 5-15 × 1-1.5 cm. El fruto en forma de cápsula de 2,5-4,5 x 2,5-4 cm.

## Taxonomía
Crinum americanum fue descrita por el científico, naturalista, botánico y zoólogo sueco, Carlos Linneo y publicado en Species Plantarum 1: 292, en el año 1753. 
Etimología
Crinum: nombre genérico que deriva del griego: krinon = "un lirio".
americanum: epíteto geográfico que alude a su localización en América.
Sinonimia
- - Bulbine uncinata Moench, Methodus: 641. 1794.
  - Crinum caribaeum Baker, Gard. Chron. 1881(2): 40. 1881.
  - Crinum ceruleum Raf., Atlantic J.: 164. 1833.
  - Crinum commelyni DC., Liliac. (P.J.Redouté) t. 322. 1811, nom. illeg.
  - Crinum conicum M.Roem., Fam. Nat. Syn. Monogr. 4: 67. 1847.
  - Crinum floridanum Griseb., Fl. Brit. W. I.: 583. 1864.
  - Crinum herbertianum Schult. et Schult.f., Syst. Veg. (J.J.Roemer et J.A.Schultes) 7: 871. 1830.
  - Crinum longiflorum Herb., Bot. Mag. 47: t. 2121. 1820.
  - Crinum roozenianum O'Brien, Gard. Chron. 1891(1): 701. 1891.
  - Crinum strictum Herb., Bot. Mag. 53: t. 2635. 1826,
  - Crinum texanum Hannibal, Bull. Louisiana Soc. Hort. Res. 3: 263, 320. 1972, nom. illeg.
  - Scadianus multiflorus Raf., Fl. Tellur. 4: 23. 1838.[4]

Híbridos
- Crinum × brownii Herb., nom. inval.
- Crinum × elseae L.S.Hannibal, nom. inval.
- Crinum × grandiflorum auct.
- Crinum × parkeri Herb., nom. inval.